# Andelarre
Andelarre is een gemeente in het Franse departement Haute-Saône (regio Bourgogne-Franche-Comté) en telt 119 inwoners (2011). De plaats maakt deel uit van het arrondissement Vesoul.

## Geografie
De oppervlakte van Andelarre bedraagt 4,5 km², de bevolkingsdichtheid is dus 26,4 inwoners per km².
De onderstaande kaart toont de ligging van Andelarre met de belangrijkste infrastructuur en aangrenzende gemeenten.

## Demografie
Onderstaande figuur toont het verloop van het inwonertal (bron: INSEE-tellingen).